# (367488) Aloisortner
(367488) Aloisortner est un astéroïde de la ceinture principale.

## Description
(367488) Aloisortner est un astéroïde de la ceinture principale. Il fut découvert le 14 avril 2009 à Gaisberg par Richard Gierlinger. Il présente une orbite caractérisée par un demi-grand axe de 2,29 UA, une excentricité de 0,19 et une inclinaison de 3,1° par rapport à l'écliptique.

## Compléments